# Захарьин-Юрьев, Григорий Юрьевич
Григорий Юрьевич Захарьин-Юрьев, в иночестве Гурий (ум. 1 марта 1556/1567 года) — боярин и воевода.

## Биография
Сын Юрия Кошкина-Захарьина, брат Романа, родоначальника Романовых.
Был воеводой в походах 1531, 1536 и 1543 годов. В 1547 году — боярин Ивана Грозного. Он был противником князей Глинских и много способствовал восстанию против них черни во время московского пожара 1547 года.
Около 1556 года принял иночество под именем Гурия и умер в 1567 году.
Жена — Иулиания, в иночестве Евпраксия (ум. 20 марта 1563). Брак был бездетным.

## Захоронение
Надгробие его матери Ирины — самое раннее из сохранившихся надгробий собора Новодевичьего монастыря (1553). Он погребен рядом с ней. Там же лежит его жена Ульяна. «Надгробные памятники XVI века представляют собой белокаменные прямоугольные плиты с врезными надписями на верхней плоскости. Некоторые из них имеют расширение к изголовью. На надгробии Ульяны Захарьиной декоративные элементы в виде рамки и тяг с клеймами выполнены треугольно-выямчатым орнаментом. Четыре плиты (И. Захарьиной-Юрьевой, Г. Захарьина, У. Кубенской и И. Кубенского) имеют необычную форму вытянутого бруска. Этот уникальный тип надгробий известен только здесь».
По другим указаниям, «долгое время считалось, что Григорий Юрьевич погребен в Новоспасском монастыре. На самом же деле он умер 1 марта 1556 г. и погребен в Смоленском соборе московского Новодевичьего монастыря».
В. В. Кавельмахер пишет: «Самая „ранняя“ плита соборного подцерковья — плита Ирины Захарьиной 1533 г. — является (и это видно невооруженным глазом) отсеченным от другой, соседней плиты бруском белого камня (откуда „брусковые надгробия“ В. В. Гиршберга). Оба „бруска“ совершенно идентичны, оба написаны одним почерком, одной рукой. На втором бруске эпитафия Григория Юрьевича Захарьина, умершего в 1556 г. Таким образом, истинный „возраст“ плиты Захарьиной, умершей в 1533 г., — не ниже 1556 г. Но и это не всё. Плита рассечена надвое из-за тесноты внутреннего кладбища, в этом тоже нет сомнения (см. рис.1). Однако третья плита Захарьиных — обычная широкая кладбищенская уличная плита над умершей в 1563 г. ещё одной Захарьиной. На обеих брусковых плитах орнаментов нет. Третья же плита очень хорошо датируется по орнаменту — вторая половина 60-х—70-е годы XVI в. Отсюда можно предположить, что брусковые неорнаментированные надгробия появились в подклете в результате погребения в нём последней Захарьиной, то есть после 1563 г., но и тут мы не можем быть уверены, что все это не произошло много позднее 1563 г., так как плиты на покойных клались не враз. И, наконец, последняя Захарьина могла быть вообще перезахоронена с плитой и гробом через много лет после её смерти… Над частью могил были сооружены кирпичные надгробницы с лещадными торцовыми досками, позднее разрушенные».